# JugendMedienEvent
Das JugendMedienEvent ist eine Veranstaltung für junge Journalisten. Auf dem seit 1998 alljährlich stattfindenden Event werden Diskussionsrunden, Seminare und Austausch mit Medienmachern geboten. Organisiert wird das JugendMedienEvent von der Jungen Presse NRW e. V., in der Vergangenheit auch in Zusammenarbeit mit der Essener Jugendpresse e. V., cross media deutschland e. V. und Junge Medienmacher Köln e. V.

## 2005
565 Schülerzeitungsredakteure kamen 2005 für vier Tage zusammen und nahmen unter Schirmherrschaft von Ulrich Wickert und Edelgard Bulmahn an einer Auswahl aus 140 Seminaren teil. Außerdem recherchierten sie im Europäischen Parlament in Brüssel, diskutierten im Plenarsaal über Europas Zukunft und stellten Fragen an die Abgeordneten.
An den folgenden Tagen erlebten sie zwei Kinopreviews, die JugendPresseParty mit der Band Revolverheld und hatten die Gelegenheit, Kontakt zu anderen engagierten Jugendlichen aufzubauen.

## 2006

Teilnehmer des 9. JugendMedienEvents 2006 vor dem Atomium in Brüssel

Im Juli 2006 kamen über 500 Jugendliche zur neunten Auflage des JugendMedienEvents nach Essen und Brüssel, u. a. auch 100 Jugendliche aus dem europäischen Ausland. Auf dem Programm stand ein Besuch des Europäischen Parlaments in Brüssel mit Diskussionsrunden und einem Podiumsgespräch im Plenarsaal.
Während des Seminarteils, der in der Essener FOM Hochschule für Oekonomie & Management stattfand, nahmen die Teilnehmer unter anderem auch an Schreibwerkstätten teil. Hauptgewinn des Sonderpreises „Wir sind Europa“ war ein dreimonatiges Praktikum in der Online-Redaktion von stern.de. Die restlichen 140 Seminare, zum Teil auf Englisch, behandelten verschiedene Themen rund um Journalismus und Medienarbeit.
Bei der JugendPresseParty spielten die Bands AnnA, Shenaniganz (Sieger des Schooljamwettbewerbs 2006) und Se-Side.

## 2007
Vom 16. bis 19. August fand das JugendMedienEvent zum 10. Mal statt. Die Jubiläumsveranstaltung stand dabei unter dem Motto „Medien live erleben“. Wie in den vorangegangenen Jahren nahmen 500 jungen Journalisten teil. Es gab Redaktionsbesuche unter anderem beim Kölner-Stadt-Anzeiger, dem WDR, der Rheinischen Post und dem Handelsblatt Verlag. Außerdem gab es Diskussionen im Landtag NRW. Weiterhin fanden insgesamt 140 Seminare statt.
Schirmherren sind Finanzminister Peer Steinbrück, TV-Journalist Ulrich Wickert und EU-Parlamentspräsident Hans-Gert Pöttering.

## 2008
Das 11. JugendMedienEvent fand vom 14. bis 17. August 2008 in Essen und beim ZDF Mainz statt. Es stand unter der Schirmherrschaft von Kurt Beck, Annette Schavan, Markus Schächter und Thomas Krüger. Unterstützt wurde das JugendMedienEvent u. a. von der Bundeszentrale für politische Bildung.

## 2009
Vom 8. bis 11. Oktober 2009 in Mainz beim ZDF fand das JugendMedienEvent zum 12. Mal statt. Es stand unter der Schirmherrschaft von Kurt Beck, Annette Schavan, Markus Schächter und Thomas Krüger. Die Axel Springer Akademie unterstützte diese Veranstaltung.

## Liste aller Events
| Termin                           | Ort              | Motto                          | Besondere Aktivitäten                                                                             | Webseite                                                         |
| -------------------------------- | ---------------- | ------------------------------ | ------------------------------------------------------------------------------------------------- | ---------------------------------------------------------------- |
| 12. bis 14. Juni 1998            | Essen            |                                | –                                                                                                 |                                                                  |
| 11. bis 13. Juni 1999            | Essen            |                                | –                                                                                                 | –                                                                |
| 16. bis 18. Juni 2000            | Essen            |                                | Recherche in der Warner Bros. Movie World                                                         |                                                                  |
| 15. bis 17. Juni 2001            | Essen            |                                | Recherche bei der Jugendmesse YOU in Essen                                                        | –                                                                |
| 5. bis 7. Juli 2002              | Essen            |                                | Recherche in der Warner Bros. Movie World                                                         | –                                                                |
| 18. bis 20. Juli 2003            | Essen            |                                | Recherche im Phantasialand, Brühl                                                                 |                                                                  |
| 9. bis 11. Juli 2004             | Essen            |                                | Recherche in der Warner Bros. Movie World; JugendPresseParty u. a. mit der Band „Silbermond“      |                                                                  |
| 30. Juni bis 3. Juli 2005        | Brüssel          |                                | Recherche im Europäischen Parlament, Brüssel; JugendPresseParty u. a. mit der Band „Revolverheld“ |                                                                  |
| 13. bis 16. Juli 2006            | Brüssel          |                                | Recherche im Europäischen Parlament, Brüssel; JugendPresseParty u. a. mit der Band „AnnA“         |                                                                  |
| 16. bis 19. August 2007          | Düsseldorf, Köln |                                | Redaktionsbesuche, Diskussionen im Landtag NRW, große Jubiläumsgala u. a. mit „Ben“               |                                                                  |
| 14. bis 17. August 2008          | Mainz, Essen     |                                | Fernsehen machen, Diskussionen, Kontakte knüpfen in Mainz beim ZDF und in Essen                   |                                                                  |
| 8. bis 11. Oktober 2009          | Mainz            |                                | Diskussion mit dem Intendanten des ZDF in Mainz, Redaktionsbesuche, Workshops und Networking.     |                                                                  |
| 23. bis 26. September 2010       | Köln, Bonn       | jung, kreativ, multimedial     |                                                                                                   |                                                                  |
| 30. Juni bis 3. Juli 2011        | Köln, Bonn       | Entdecke deine Möglichkeiten   |                                                                                                   |                                                                  |
| 20. bis 23. September 2012       | Frankfurt, Mainz |                                |                                                                                                   | Online-Magazin                                                   |
| 29. August bis 1. September 2013 | Berlin           |                                |                                                                                                   | Online-Magazin (Memento vom 29. August 2013 im Internet Archive) |
| 19. bis 22. März 2015            | Köln             |                                |                                                                                                   | Online-Magazin                                                   |
| 17. bis 20. November 2016        | Köln             | #unterDruck                    |                                                                                                   | Online-Magazin (Memento vom 27. März 2017 im Internet Archive)   |
| 23. bis 26. August 2018          | Essen            | Dein Einstieg. Deine Freiheit. |                                                                                                   |                                                                  |